# David del Puerto
David del Puerto   (Madrid, 1964) és un compositor espanyol.

## Biografia
David del Puerto (nascut el 5 de febrer de 1964 a Madrid) és un compositor espanyol de música contemporània. Ha estat reconegut com una de les figures més destacades de la música contemporània a Espanya, i la seva obra abasta una àmplia varietat de gèneres, des de la música simfònica fins a la música de cambra, l'òpera i la música coral.
Del Puerto va començar la seva formació musical en la seva joventut, estudiant guitarra i composició. Entre els seus mestres es troben Francisco Guerrero Marín i Luis de Pablo, dos dels compositors més influents en la música espanyola del segle xx. El seu estil es caracteritza per una barreja de modernisme i elements de la tradició musical espanyola.
L'any 2005, va rebre el prestigiós Premi Nacional de Música en la modalitat de Composició, atorgat pel Ministeri de Cultura d'Espanya. Aquest reconeixement va subratllar el seu impacte en la música contemporània espanyola i la seva contribució al desenvolupament d'un llenguatge musical propi.

## Mestre
Ha estat mestre de diversos joves compositors i compositores com: Guillermo Buendía, Mila Jiménez Sarmentero, Sara Canosa, Jaime Casper, Alberto García, Antonio Manuel Martínez Heredia, Aday Cartagena, Pablo de Diego, Alejandro Pastor, Esteban Barajas Alonso, Andrés Gosalvez, Marimar Angulo, Carolina Valencia, Ana Silva i Diego Arévalo.

## Obres destacades
David del Puerto ha compost una gran quantitat d'obres que abasten diversos formats i gèneres. Algunes de les seves composicions més destacades inclouen:
- Concert per a guitarra i orquestra (1995): Una obra que combina la tradició espanyola de la guitarra amb una orquestració moderna.
- Simfonia núm. 2 "Nusantara" (2002): Inspirada en la música i la cultura del sud-est asiàtic, aquesta simfonia reflecteix el seu interès per les tradicions musicals no occidentals.
- Òpera "La senyoreta Cristina" (2001): Basada en la novel·la homònima de l'escriptor romanès Mircea Eliade, aquesta òpera explora temes de misteri i el sobrenatural.
- Quartet de cordes núm. 3 (2007): Una de les seves obres més complexes per a quartet de cordes, que mostra el seu domini de la forma i la textura.

## Estil compositiu
L'estil de David del Puerto és difícil d'encasellar en una sola corrent musical. Tot i ser un compositor contemporani, la seva música no s'adscriu completament a les avantguardes radicals del segle xx. En canvi, la seva obra reflecteix una síntesi d'influències, que van des de la música tradicional espanyola fins al modernisme europeu i la música d'altres cultures.
Un dels aspectes més notables de la seva música és la capacitat d'integrar elements harmònics i melòdics de la tradició tonal amb tècniques contemporànies com l'atonalitat i la politonalitat. Això li permet crear un llenguatge sonor accessible però innovador.

## Premis i reconeixements
Al llarg de la seva carrera, David del Puerto ha rebut nombrosos premis i distincions per la seva tasca com a compositor. Alguns dels més importants són:
- Premi Nacional de Música (2005): Atorgat pel Ministeri de Cultura d'Espanya en reconeixement de la seva contribució a la música contemporània.[1]
- Premi de Composició de la Fundació Gaudeamus (1993): Un guardó internacional que subratlla la seva rellevància en el panorama de la música contemporània.